# Joystick
Et joystick er en styreenhed, der bruges til at styre et tv- eller computerspil, mange flyvemaskiner og forskellige maskiner, f.eks. gravemaskiner og kraner. Det kan bevæges om to akser om basen og er ofte forsynet med en eller flere trykknapper, der kan aktivere forskellige funktioner.
Joysticket, der på fly også kaldes en styrepind, er først kendt fra Louis Bleriots Bleriot VIII fly fra 1908, hvor det, som det siden har været tilfældet, kontrollerede krængeror og højderor. Oprindelsen til navnet er uklar. Det synes at stamme fra begyndelsen af det 20. århundrede fra den franske pilot Robert Esnault-Pelterie. En anden forklaring er, at det oprindelig bar navnet ”George Stick” efter piloten A. E. George, der sammen med kollegaen Jobling konstruerede og fløj et biplan ved Newcastle i 1910.
Et joystick med elektriske kontakter blev patenteret i 1926 i USA af C. B. Mirick ved United States Naval Research Laboratory (NRL). Det var tænkt anvendt til fjernstyring af ubemandede fly. Under 2. Verdenskrig blev det brugt til fjernstyring af missiler og glidebomber. Disse joysticks havde kontakter, der kun kunne registrere en tændt/slukket tilstand, hvor senere joysticks med f.eks. potentiometre kunne give en analog angivelse af joystickets vinkler om de to akser. Det blev da brugt til fjernstyring af modelfly.
I 1967 blev joysticket første gang brugt til et tv-spil og senere også til computere. Udgaver, der også kan roteres, blev også udviklet. Mange joysticks har, ud over et antal trykknapper, en ”hat”, der i sig selv er et joystick. Den kan i computerspil bruges til at styre synsretningen i spillet.
Mange nyere joysticks til spil kan give brugeren en følelse af kræfter eller rystelser, der virker på pinden.
| Maskiner | Spire Denne artikel om maskiner, maskindele og apparater er en spire som bør udbygges. Du er velkommen til at hjælpe Wikipedia ved at udvide den. |